# واکسن آبله‌مرغان
واکسن آبله‌مرغان یک واکسن است که در برابر آبله‌مرغان ایمنی ایجاد می‌کند. یک دوز از این واکسن مانع از بروز ۹۵ درصد از بیماری متوسط و ۱۰۰٪ از بیماری شدید می‌شود. دو دوز از این واکسن، مؤثرتر از یک دوز است. اگر این واکسن در عرض پنج روز از مواجهه با ویروس به افرادی تزریق شود که پیشتر ایمن نشده‌اند، می‌تواند از بیشتر موارد آبله‌مرغان پیشگیری نماید. واکسیناسیون از بخش بزرگی از افرادی که واکسینه نشده‌اند نیز محافظت خواهد کرد. روش تجویز آن از طریق تزریق زیرجلدی است.
سازمان جهانی بهداشت (WHO) واکسینه کردن روتین را توصیه می‌کند. معمولاً یک یا دو دوز از این واکسن توصیه می‌شود. در ایالات متحده دو دوز توصیه می‌شود و تزریق از سن دوازده تا پانزده‌ماهگی شروع می‌شود. تا سال ۲۰۱۲ در بسیاری از کشورهای اروپایی این واکسن یا برای همه کودکان یا فقط کسانی که در معرض خطر هستند تزریق می‌شده‌است، اما با توجه به هزینه‌های آن، همهٔ کشورها این واکسن را در برنامهٔ ارائهٔ واکسن خود ندارند.
این واکسن بسیار امن است. اثرات جانبی جزئی ممکن است شامل درد در محل تزریق، تب و جوش باشد. اثرات جانبی شدید در مواردی نادر رخ داده‌است و بیشتر در کسانی بوده‌است که از ضعف دستگاه ایمنی بدن رنج می‌برده‌اند. استفاده از آن در افراد مبتلا به ایدز باید با احتیاط انجام شود. استفاده از آن در دوران بارداری توصیه نمی‌شود؛ با این حال در چند موردی که در دوران بارداری تزریق شده‌اند هیچ مشکلی مشاهده نشده‌است. این واکسن یا به تنهایی یا همراه با واکسن ام‌ام‌آر موجود است. این واکسن از نوع واکسن زنده است و با استفاده از ویروس ضعیف‌شده ساخته شده‌است.
واکسن آبله‌مرغان نخستین بار در سال ۱۹۸۴ به‌صورت تجاری در دسترس قرار گرفت. این واکسن در فهرست داروهای ضروری سازمان جهانی بهداشت قرار دارد، که یکی از مهم‌ترین داروهای مورد نیاز و پایه‌ای در یک نظام سلامت است. در ایالات متحده هزینهٔ آن بین ۱۰۰ تا ۲۰۰ دلار است.